# Чжан Цзоцзи (политик)
Чжан Цзоцзи (кит. 张左己, 18 января 1945 — 11 июня 2021, Баянь, Хэйлунцзян) — китайский государственный и политический деятель, губернатор провинции Хэйлунцзян с 2003 по 2007 гг.
Председатель комитета по экономическим вопросам Народного политического консультативного совета Китая 11-го созыва (2008—2013), министр труда и общественной безопасности КНР (1998—2003).
Член Центрального комитета Компартии Китая 16 и 17-го созывов.

## Биография
Родился 18 января 1945 года в уезде Баянь, входившем тогда в состав провинции Биньцзян Маньчжоу-го. В июне 1972 года вступил в Коммунистическую партию Китая.
Окончил факультет иностранных языков Хэйлунцзянского университета по специальности «русский язык». С 1968 по 1977 гг. работал преподавателем средней школы государственного завода № 123, сотрудником отдела пропаганды, заместителем главы партийной школы КПК провинции. Позже трудился в Министерстве оружейной промышленности и Министерстве труда КНР. В августе 1991 года назначен вице-мэром города Сиань в провинции Шэньси.
С февраля 1993 года — заместитель министра труда КНР. С ноября 1994 по 1998 гг. — заместитель секретаря партбюро КПК Госсовета КНР. В сентябре 1997 года на 15-м съезде Компартии Китая избран членом Центральной комиссии КПК по проверке дисциплины.
С марта 1998 по март 2003 гг. — министр вновь образованного Министерства труда и общественной безопасности КНР.
В марте 2003 года назначен заместителем секретаря парткома КПК провинции Хэйлунцзян, в следующем месяце одновременно вице-губернатор и временно исполняющий обязанности губернатора провинции. Утверждён в должности губернатора на очередной сессии Собрания народных представителей провинции.
С марта 2008 года — председатель комитета по экономическим вопросам Народного политического консультативного совета Китая 11-го созыва.
Скончался 11 июня 2021 года в Харбине в возрасте 76 лет после продолжительной болезни